# Isla Malden
La isla Malden, históricamente llamada también isla Independence, es una isla pequeña e inhabitada del océano Pacífico central. Forma parte de las islas de la Línea, pertenecientes a la República de Kiribati. Es famosa por sus misteriosas construcciones megalíticas: pirámides, plataformas, templos y carreteras. También es el lugar de la primera prueba nuclear británica en 1957.
Fue descubierta el 30 de julio de 1825 por el capitán inglés George Anson (Lord) Byron, primo del poeta, mientras estaba repatriando los restos del rey y la reina de Hawái, que habían muerto de sarampión durante su visita a Londres. Byron nombró la isla en honor del lugarteninente Charles Malden, que la exploró.
La isla estaba inhabitada, pero se han encontrado unas construcciones megalíticas notables y extrañas. Se ha especulado mucho sobre su origen y sus funciones, pero hasta ahora las conclusiones arqueológicas apuntan a un origen polinesio.
Durante la primera mitad del siglo XIX la isla fue visitada en numerosas ocasiones por balleneros estadounidenses. Fue reclamada por los Estados Unidos con el propósito de recoger guano (según el Acta de Islas Guaneras), pero se adelantaron los británicos, quienes la explotaron durante sesenta años.
En 1957 Malden fue utilizada por los británicos para hacer tres pruebas termonucleares atmosféricas. Los Estados Unidos continuaron disputando la soberanía a los británicos hasta la independencia de Kiribati en 1979.